# Saturnio
Il saturnio (o faunio) (in latino versus saturnius o versus faunius) è un verso della poesia latina arcaica. È considerato essere un verso indigeno laziale o italico, la cui struttura si sviluppò forse nello stesso Latium. Un primo, arcaico influsso dalla metrica greca è comunque possibile.
Le più antiche composizioni letterarie a noi pervenute e composte, per certo, in saturni sono l'Odusìa di Livio Andronico e il Bellum Poenicum di Gneo Nevio. Di entrambe le opere sono conservati unicamente frammenti. Appio Claudio Cieco (censore nel 312 a.C., console nel 307 a.C.) compose delle orazioni in saturni. Nello stesso metro sono gli Scipionum elogia del sepolcro degli Scipioni sulla Via Appia. L'identificazione del metro come saturnius è incerta in altre composizioni.
A partire dagli Annales di Quinto Ennio il saturnio fu sostituito dall'esametro dattilico e divenne obsoleto. L'esametro dattilico era già caratteristico dell'epos nella poesia greca e dopo Ennio lo divenne anche per l'epica latina. Nelle iscrizioni funerarie il saturnio viene sostituito prevalentemente dal senario giambico, ma anche dal distico elegiaco e talvolta dall'esametro.

## Etimologia
Il nome del verso saturnio è riconducibile al nome Saturnia tellus (terra di Saturno) dato al Lazio: il dio Saturno, detronizzato dal figlio Giove, si rifugiò nel Lazio, dove fondò un regno e diede inizio all'età dell'oro. Il verso saturnio è pertanto il verso utilizzato dagli abitanti primitivi del Lazio.
Il nome "faunio" veniva fatto ricondurre al nume Fauno, che l'avrebbe inventato, o ai Fauni, divinità simili ai satiri della mitologia greca.

## Struttura
Il saturnio è suddiviso in due unità ritmiche contrapposte, dette cola, separate da un'accentuata pausa centrale, detta dieresi. Il primo emistichio è normalmente un dimetro giambico catalettico. Il secondo può essere un reiziano o un itifallico e presenta una notevole varietà di ritmi e soluzioni.
Ancora oggi gli studiosi discutono sulla natura del saturnio: rimane infatti incerto se si trattasse di un verso di natura accentuativa o di natura quantitativa. Nel primo caso non ci sarebbe differenza tra il saturnio e i metri della poesia italiana, nel secondo caso, invece, significherebbe che già alle sue origini anche la metrica latina era di natura quantitativa.
Il grammatico Cesio Basso, individuò come esempio di verso saturnio perfetto il seguente:
ossia il celebre verso che la potente famiglia romana dei Metelli avrebbe indirizzato al poeta Nevio per rispondere alle accuse contenute nelle sue opere.
Nel caso di questo verso, i due cola sono, rispettivamente, un dimetro giambico catalettico e una tripodia trocaica acatalettica, il cui schema metrico è il seguente:
∪ — ∪ — ∪ — X | — ∪ — ∪ — ∪
Nel 206 a.C. Quinto Cecilio Metello era diventato console senza aver percorso il Cursus honorum, appoggiato dal dittatore del tempo. Gneo Nevio sembrò non gradire l'accaduto e ben presto, di fama crescente, indirizzò contro i Metelli il celebre senario giambico: "Fato Metelli Romae fiunt consules" giocando sull'ambigiutà della parola fatum: poteva essere interpretato o "I Metelli sono eletti consoli a Roma per il volere del destino", oppure "I Metelli sono eletti consoli per la rovina di Roma". La famiglia aristocratica rispose con il saturnio "Malum dabunt Metelli Naevio poetae" ("I Metelli faranno del male al poeta Nevio" oppure " I Metelli daranno un frutto (una mela) al poeta Nevio").

## Fortuna
Il Saturnio fu il verso con cui vide la luce la letteratura latina: in questo metro, infatti, furono composte l'Odusìa di Livio Andronico e il Bellum Poenicum di Gneo Nevio, ossia i primi due poemi nella storia letteraria di Roma antica.
Già dopo questi due autori, però, il saturnio cadde in disuso, soprattutto per la scelta del poeta Ennio di comporre le sue opere utilizzando il più raffinato esametro, di origine greca. Lo stesso Ennio affermò inoltre che i poeti a lui precedenti si erano espressi nella lingua dei Fauni e dei vati, il che conferma che il saturnio fosse un verso antichissimo e tipico del linguaggio sacerdotale.
Nel I secolo a.C., Orazio parlò del verso saturnio come di un metro particolarmente rozzo, paragonandolo invece ai più raffinati metri utilizzati alla sua epoca e derivanti dalla metrica greca.